# 제머링 고개
제머링 고개(독일어: Semmering Pass [ˈzɛməʁɪŋ][*])은 니더외스터라이히주와 스티리아를 연결하는 동부 북부 석회암 알프스산맥에 있는 고개로, 그 사이에서 자연적인 경계를 형성한다.

## 위치
제머링 고개는 존벤트슈타인과 히르쉔코겔의 서쪽과 핀켄코겔의 동쪽에 있다.
베히젤 고개와 함께 제머링은 니더외스터라이히주와 스티리아 사이의 가장 중요한 연결이다. 도로로 건너거나(터널이 있는 아우토반이나 정상에 있는 지역 거리를 통해) 짧은 터널에서 제머링 철도를 사용할 수 있다. 더 긴 철도 터널이 현재 건설 중이다.
제머링 마을은 고개 위에 있다. 마리아 슈츠와 슈피탈 암 제머링의 마을은 각각 니더외스터라이히주와 스티리아 쪽의 고개 아래에 있다. 쇼트빈과 뮈르출슐라크는 양쪽에서 가장 가까운 규모의 도시이다.

## 철도 교통
제머링은 오스트리아 철도망의 주요 병목지역이기 때문에 유네스코 세계문화유산인 제머링 철도는 산기슭에 터널로 보완될 예정이다. 이 프로젝트는 오스트리아 연방 정부와 스티리아 및 카린티아 정부에 의해 지원되지만, 부정적인 환경 영향 성명을 발표하여 프로젝트를 지연시킨 니더외스터라이히주 정부에 의해 크게 반대되었다. 현재 프로젝트는 첨단 기술에 따라 수정되었으며, 지하수에 대한 영향을 최소화하기 위해 라인의 레이아웃이 변경되었다.
2012년 4월 25일 글로그니츠에서 27.3km의 제머링 베이스 터널에 대한 예비 공사의 공식 착공을 위한 기공식이 거행되었다. 개통은 2024년으로 예정되어 있다. 글로크니츠와 뮈르추슐라크 사이의 3·10억 유로 기본 터널은 ‘새로운 쥐트반’ 프로젝트의 핵심 부분이다. 가파른 경사와 수많은 커브로 인해 화물 열차가 2~3개의 기관차를 사용해야하는 41km 제머링 철도 노선의 현재 병목 현상이 제거된다.
터널은 40~70m 간격으로 500m마다 교차 통로로 연결된 10m 구멍 2개로 구성된다. 보링은 2014년에 시작될 예정이며 굴착은 2021년부터 완료될 준비가 완료될 예정이다. 터널은 여객 열차가 최대 230km/h로 달리도록 설계되어 비엔나 - 그라츠 여행 시간을 40분에서 1시간 50분으로 단축한다. 철도에 더 많은 고객을 유치할 것으로 예상된다.

## 스키
또한 월드컵 이벤트를 개최하는 차우버베르크라고 불리는 제머링 스키 리조트가 고개에 있으며 히르센코겔산까지 이어진다. 1시간 이내에 도달할 수 있는 비엔나의 스키어들이 주로 사용하지만, 헝가리와 슬로바키아의 사람들도 점점 더 많이 사용하고 있다.

## 기념주화
이 전망은 1966년부터 1983년까지 20실링 지폐에 인쇄되었다.
제머링 고개는 유명한 기념주화인 제머링 알파인 철도 주화 25유로 150년에 새겨져 있다. 동전의 뒷면은 전형적인 제머링 견해를 보여준다. 증기 기관이 독특한 육교 중 하나를 가로지르는 터널에서 막 나타나는 형상이다.